# Mars et Rhéa Silvia
Mars et Rhéa Silvia est une peinture de 1617 de Pierre Paul Rubens se trouvant au musée Liechtenstein à Vienne en Autriche. Il montre le viol de Rhéa Silvia par Mars dont résulta la naissance de Rémus et Romulus, qui deviendront  fondateurs de Rome.